# ハーフ・オブ・イット: 面白いのはこれから
『ハーフ・オブ・イット: 面白いのはこれから』（原題:The Half of It）は2020年に配信されたアメリカ合衆国のロマンティック・コメディ映画である。監督はアリス・ウー、主演はリーア・ルイスが務めた。

## 概略
スクワハミッシュという田舎町。高校生のエリーはその内向的な性格故に周囲と馴染めずにいた。エリーは頭脳明晰であったため、同級生の宿題を代行することで小遣い稼ぎをしていた。そんなある日、エリーはアメフト部に所属するポールから「アスターに送るラブレターを代筆してくれ」と頼み込まれた。エリーは密かにアスターを好いていたが、その感情を押し殺して依頼を引き受けることにした。
ラブレターのお陰でポールはアスターとのデートに漕ぎつけたが、女性の扱いに疎すぎて会話が全くできないという有り様だった。その様子を見かねたエリーは思わずフォローに入った。それからというもの、ポールは何かとエリーに相談するようになり、2人の間に友情らしきものが芽生え始めた。しかし、ほどなくして、エリーがアスターに恋心を抱いていたことがポールにバレてしまい、事態はややこしくなっていくのだった。

## キャスト
- リーア・ルイス - エリー・チュー（吹替：田村睦心）
- ダニエル・ディーマー - ポール・マンスキー（吹替：新祐樹）
- アレクシス・レミール - アスター・フローレス（吹替：近藤唯）
- キャサリン・カーティン - コリーン・マンスキー
- コリン・チョウ - エドウィン・チュー（吹替：山岸治雄）
- エンリケ・ムルシアーノ - ディーコン・フローレス（吹替：河本邦弘）
- ウォルフガング・ノヴォグラッツ - トリッグ・カーソン（吹替：小林親弘）
- ベッキー・アン・ベイカー - ミセス・ヘゼルスハップ（吹替：堀越真己）
- ガビ・サメルズ - アンバー
- ミーガン・スタイアー - クワディ

## 製作
2019年4月22日、アリス・ウーが2004年の『素顔の私を見つめて…』以来、15年ぶりに『The Half of It』で映画監督として復帰することになり、同作にリーア・ルイス、ダニエル・ディーマー、アレクシス・レミールらが起用されたと報じられた。同月、本作の主要撮影がニューヨークで始まった。6月、コリン・チョウがキャスト入りした。2020年4月6日、アントン・サンコーが本作で使用される楽曲を手掛けることになったとの報道があった。

## 公開・マーケティング
当初、本作は2020年4月18日にトライベッカ映画祭でプレミア上映される予定だったが、新型コロナウイルスの流行のために映画祭が無期延期となった。
2020年4月9日、本作のオフィシャル・トレイラーが公開された。10月11日、メイジー・ミュージック・パブリッシングが本作のサウンドトラックを発売した

## 評価
本作は批評家から絶賛されている。映画批評集積サイトのRotten Tomatoesには33件のレビューがあり、批評家支持率は94%、平均点は10点満点で7.14点となっている。サイト側による批評家の見解の要約は「並外れてスマートで、繊細かつユーモラスな青春映画を探している観客にとって、『ハーフ・オブ・イット: 面白いのはこれから』はその全てが揃っている作品である。」となっている。また、Metacriticには20件のレビューがあり、加重平均値は75/100となっている。